# شیرامین
شیرامین یکی از روستاهای استان آذربایجان شرقی است که در دهستان شیرامین بخش حومه شهرستان آذرشهر واقع شده‌است.انگور شیرامین مشهور است.این روستا ۳۲۸۰ نفر جمعیت دارد.
واژهی"شیرامین"در هیچ یك از فرهنگها رویت نگردید تنها دهخدا به فرم "شیرامین" اشاره داشته است كه توضیحی بر ریشه ی نام روستا نداده است.
"شیره یی" یا "شیره ی" نوعی انگور زرد رنگ و زودرس(فرهنگ تركی ارك)است.از آنجایی كه این دهستان مركز انگور در منطقه و به خصوص انگور "شیره یی" میباشد محتملا"  به این شكل استعمال  گردیده است.شیره ی مین = شیره ی مین= شیره مین= شیرمین و البته "شیره" در  تركی  در  معانی "دوشاب" و "انگور" نیز به كار رفته است و به جهت اینكه  این دهستان مركز انگور در منطقه میباشد به "شیره مین" یعنی هزار شیره مشهور شده است  كه  مراد از هزار  مفهوم "زیاد" است, مثل "هزارپا" در فارسی كه  حشره "هزارپا" تعداد هزارتا  پا ندارد بلكه  مراد زیادی "پا"ی حشره است  و البته چنین نظری  را یكی از ساكنان این روستا نیز روایت می كرد.